# 住育
住育（じゅういく）とは、様々な経験から「住」に関するあらゆる知識と「住」を選択したり、見抜く力を習得し、健全で健康、安心な住生活を実践することができる人間を育てることである。これらは一般社団法人日本建築プロデュース協会や一般社団法人住まい教育推進協会などで主に定義されている。
更には国民一人一人が、生涯を通じて健全で安全な住生活の実現、住文化の継承、健康や、良好な環境の確保等が図れるよう、自らの「住」について考える習慣や「住」に関する様々な知識と住を選択する判断力を楽しく身に付けるための学習等の取組みを指す。

## 概要
2006年に成立した住生活基本法の基本理念には、以下の4つが謳われている。
1. 住生活の基盤である良質な住宅の供給
2. 良好な居住環境の形成
3. 居住のために住宅を購入するもの等の利益の擁護.増進
4. 居住の安定の確保

これら基本理念において日本国民にとって「住育」が必要な教育であるといえる。
住育を消費者が学べる場として各地域に「住育学校」が開講されており、住まいの寺子屋としてこれから住まいを建てる予定のものや今の住まいをもっと快適にしたいというものの学びの場となっている。また、木造家屋の多い日本の住宅において骨組みに使われる木材の知識を得るために「木の住まい教室」も各地域で開催されている。

## 住育の日
10月19日は「住育の日」。
住宅の健康とそこに住む人の健康を守るために、業種を超えた専門家が集まり研究活動などを行っている大阪に本部を置くNPO法人日本健康住宅協会が制定した日。住宅についての教育を行う「住育」の大切さをアピールするのが目的。日付は10月が住宅月間であることと、10と19で「住育」と読む語呂合わせから。

## 関連法令
住生活基本法（じゅうせいかつきほんほう、平成18年6月8日法律第61号）は、国民に安全かつ安心な住宅を十分に供給するための住宅政策の指針となる日本の法律。2006年2月6日に閣議決定され、6月8日に公布・即日施行された。

長期優良住宅の普及の促進に関する法律(ちょうきゆうりょうじゅうたくのふきゅうにかんするほうりつ)が2008年（平成20年）12月に公布

## 関連政策
「200年住宅ビジョン」「200年」というのはロングライフ住宅を象徴する数字で具体的な目標値ではない

## 関連書籍
- 『住育検定』（著者）川上幸生　ISBN 4861800668